# Diamond Bitch
Diamond Bitch ist das Debütalbum der polnischen Sängerin Doda. Es wurde am 27. Juli 2007 veröffentlicht und stieg auf Platz 1 der polnischen Verkaufscharts. Produziert wurde das Album von Mark Tysper und Marcin Trojanowicz.

## Hintergrund
Die erste Single „Katharsis“ erreichte Platz eins der Charts in Polen, das Video zu der Single wurde mit einem VIVA Comet 2007 ausgezeichnet. Der Name des Albums ist eine Anspielung auf Dodas Wunschtraum, mit diesem Album Diamantenen Status (entspricht viermal Platin) zu erreichen. Einen Monat nach dem Erscheinen, während des Sopot Festivals bekam Doda ihre erste Platinplatte für das Album. Es blieb für fünf Wochen auf Platz eins der Charts. Jede CD ist durchnummeriert, enthält rosa Federn von Dodas Fotosessions und ein Miniposter.

## Titelliste
1. Całkiem Inna – 3:36
2. To jest to – 3:16
3. Katharsis – 4:14
4. Ćma – 3:25
5. Misja – 3:45
6. Cheerleaderka – 3:40
7. Prowokacja – 3:14
8. Ostatni Raz Ci Zaśpiewam – 4:06
9. Judasze – 3:02
10. Rany – 3:34
11. Dziękuję – 4:39
12. Diamond Bitch – 3:27

## Charts und Chartplatzierungen
| ChartsChartplatzierungen | Höchstplatzierung | Wochen |
| ------------------------ | ----------------- | ------ |
| Polen (ZPAV)             | 1 (30 Wo.)        | 30     |